# Kandıra
Kandıra
ist eine Stadtgemeinde (Belediye) im gleichnamigen Ilçe (Landkreis) der Provinz Kocaeli in der türkischen Marmararegion und gleichzeitig ein Stadtbezirk der 1993 gebildeten Büyükşehir belediyesi Kocaeli (Großstadtgemeinde/Metropolprovinz). Seit der Gebietsreform ab 2013 ist die Gemeinde flächen- und einwohnermäßig identisch mit dem Landkreis. Die im Stadtlogo manifestierte Jahreszahl (1868) dürfte ein Hinweis auf das Jahr der Erhebung zur Stadtgemeinde (Belediye) sein.

## Geographie
Der Landkreis/Stadtbezirk liegt zwischen den Provinzen Istanbul im Westen und Sakarya im Osten. Im Süden grenzt er an İzmit und Derince und im Norden hat er das Schwarze Meer als natürliche Grenze.
Die höchste Erhebung ist mit 400 Metern der Babadağı (Berg der Väter). Die wichtigsten Wasserläufe sind die Bäche Sarısu, Seyrek und Kumcağız. Die Jahressumme der Niederschläge beträgt 900–1000 mm. Die Region ist dicht bewaldet.
Einige Dörfer am Strand sind unter einheimischen Touristen durch ihre Nähe zu den Großstädten Istanbul, İzmit und Bursa beliebte Feriengebiete. Einige der beliebtesten Ferien-Dörfer sind Bağirganlı, Kefken, Kerpe, Kumcağız, Sarısu und Seyrek.

## Verwaltung
Der Kreis (bzw. Kaza als Vorgänger) bestand schon vor Gründung der Türkischen Republik 1923. Die erste Volkszählung 1927 wies für ihn 24.663 Bewohner in 97 Dörfern (auf 880 km² Fläche) auf, der namensgebende Verwaltungssitz verzeichnete 1.057 Einwohner.
(Bis) Ende 2012 bestand der Landkreis neben der Kreisstadt aus 91 Dörfern (Köy), die im Zuge der Verwaltungsreform 2013/2014 in Mahalle (Stadtviertel/Ortsteile) überführt wurden. Durch die Herabstufung der Dörfer zu Mahalle stieg deren Zahl von 5 auf 96. Ihnen steht ein Muhtar als oberster Beamter vor.
Ende 2020 lebten durchschnittlich 544 Menschen in jedem Mahalle, 6.280 Einw. im bevölkerungsreichsten (Kocakaymas Mah.).

## Geschichte
Die Byzantiner gaben der Stadt den Namen Kentri, was ungefähr die Bedeutung von Zentrum hat. Kandira wurde zu Regierungszeiten des Osmanischen Sultans Orhan I. zwischen 1308 und 1317 von Akça Koca erobert und dem Osmanischen Reich eingegliedert.
Bis 1868 gehörte Kandıra zum Kreis (Kaza) Üsküdar, der heute ein Stadtteil von Istanbul ist. Danach wechselte der Ort zum Sandschak Izmit und erhielt Gemeindestatus (erkenntlich am Stadtlogo). Während des türkischen Unabhängigkeits-Krieges wurde es im Jahre 1918 von englischen und 1920 von griechischen Truppen besetzt. Kandira musste im Laufe seiner Geschichte Angriffe von Griechen, Abbazaren und Tscherkessen hinnehmen.

## Wissenswertes
Auf dem Gipfel des Babadağı befindet sich das Grabmal von Akçakoca Bey, dem Eroberer von Kocaeli. Speisen mit Truthahnfleisch sind in Kandira sehr beliebt und im gesamten Land bekannt.